# Округ Голијад (Тексас)
Округ Голијад (енгл. Goliad County) је округ у америчкој савезној држави Тексас. По попису из 2010. године број становника је 7.210.

## Демографија
Према попису становништва из 2010. у округу је живело 7.210 становника, што је 282 (4,1%) становника више него 2000. године.
| Група             | 2000.         | 2010.         |
| Белци             | 4.115 (59,4%) | 4.337 (60,2%) |
| Афроамериканци    | 334 (4,8%)    | 343 (4,8%)    |
| Азијати           | 15 (0,2%)     | 15 (0,2%)     |
| Хиспаноамериканци | 2.439 (35,2%) | 2.462 (34,1%) |
| Укупно            | 6.928         | 7.210         |